# Gondar settentrionale
Gondar settentrionale è una delle zone amministrative in cui è suddivisa la Regione degli Amara in Etiopia.

## Woreda
La zona è composta da 6 woreda:
1. Dabat
2. Dabat town
3. Debark
4. Debark town
5. Janamora
6. Telemt